# Koronis (Mutter des Asklepios)
Koronis (altgriechisch Κορωνίς Korōnís), Tochter des Phlegyas und Schwester des Ixion, war in der griechischen Mythologie die Geliebte des Gottes Apollon und Mutter des Heilgottes Asklepios (römisch Aesculapius).
Apollon warb um Koronis und schickte ihr zur Bewachung einen weißen Raben. Koronis liebte jedoch den König Ischys, und obwohl sie bereits von Apollon schwanger war, verband sie sich mit ihm, was der weiße Rabe Apollon mitteilte.
Apollon war zornig darüber, dass der Rabe Koronis nicht die Augen ausgehackt hatte, und verdammte das Tier dazu, schwarz zu sein. Er beschwerte sich bei seiner Schwester, der Jägerin Artemis, über Koronis’ Untreue. Artemis schoss daraufhin einen ganzen Köcher Pfeile auf Koronis ab und tötete sie.
Als der Leichnam aufgebahrt wurde, empfand Apollo Reue über seine Eifersucht und für Artemis’ Tat. Da aber niemand mehr etwas für Koronis tun konnte, schnitt der Gott Hermes das ungeborene Kind aus dem Leib der Mutter. So wurde Asklepios gerettet und vom weisen Kentauren Cheiron aufgezogen, der ihn in der Heilkunst unterwies.